# Allospondias
Allospondias, biljni rod iz porodice rujevki. Dvije vrste rastu po jugu Kine i Indokini

## Vrste
1. Allospondias lakonensis (Pierre) Stapf
2. Allospondias laxiflora (Kurz) Lace

## Sinonimi
- Pteronema Pierre
- Tetramyxis Gagnep.